# Плисс, Виктор Александрович
Ви́ктор Алекса́ндрович Плисс (10 февраля 1932, Сыктывкар — 4 января 2019, Санкт-Петербург) — советский и российский математик, специалист в области теории управления, устойчивости движения и нелинейных колебаний, член-корреспондент АН СССР (1990), член-корреспондент РАН (1991).

## Биография
Родился в Сыктывкаре в Коми АССР 10 февраля 1932 года.
В 1954 году окончил математико-механический факультет Ленинградского университета, специальность «Механика».
После окончания ВУЗа была учёба в аспирантуре, по окончании которой в 1957 году защитил кандидатскую диссертацию (научный руководитель Н. П. Еругин).
В 1959 году защитил докторскую диссертацию.
С 1956 года работал в Ленинградском (Петербургском) университете, на кафедре дифференциальных уравнений, став её заведующим в 1960 году.
В 1961 году присвоено учёное звание профессора.
В 1990 году был избран членом-корреспондентом АН СССР, а в 1991 году стал членом-корреспондентом РАН.
Умер 4 января 2019 года, похоронен на Серафимовском кладбище Санкт-Петербурга.
В 2022 году подпись Плисса, несмотря на его смерть, появилась под университетским письмом в поддержку вторжения России на территорию Украины.

## Научная деятельность
Специалист в области теории управления, устойчивости движения и нелинейных колебаний.
Разработал принципиально новые методы изучения устойчивости в целом, что позволило ему провести полное исследование проблемы Айзермана для систем автоматического регулирования в трехмерном случае.
Создатель принципа сведе́ния, позволяющий редуцировать исследование устойчивости точки покоя нелинейной системы дифференциальных уравнений к исследованию системы меньшей размерности. Используя этот принцип, дал окончательный ответ в классической задаче об устойчивости в критическом случае двух нулевых корней при непростом элементарном делителе (эта задача изучалась ещё А. М. Ляпуновым, но так называемый трансцендентный случай не поддавался исследованию до работ В. А. Плисса).
В области глобальной качественной теории дифференциальных уравнений и динамических систем (проблема нахождения необходимых и достаточных условий структурной устойчивости (грубости)), первым нашел доказательство необходимости основного условия С. Смейла (гиперболичность неблуждающего множества диффеоморфизма Пуанкаре) для двумерных периодических систем. Разработал метод грубых последовательностей линейных периодических систем дифференциальных уравнений, а также доказан вариант леммы о замыкании.
Создал теорию структурной устойчивости для систем дифференциальных уравнений с произвольной зависимостью от времени.
Изучил поведение гладких коциклов над потоком с эргодической инвариантной мерой: если характеристические показатели коцикла ненулевые, то коцикл обладает свойством гиперболичности на множестве, мера которого сколь угодно близка к полной мере фазового пространства.
Исследовал слабо гиперболические инвариантные множества автономных систем, которое дает объяснение устойчивости стационарных турбулентных потоков.
Сформулировал конструктивно проверяемые условия существования истинного решения в окрестности заданного приближенного близки к необходимым и характеризуют динамику системы, которые позволяют изучать влияние движения планет Солнечной системы на изменение климата Земли (совместные исследования В. А. Плисса и почетного доктора Санкт-Петербургского университета Дж. Селла, США).
Автор более 100 научных работ, в том числе 3 монографии.
Возглавлял Ленинградскую—Петербургскую научную школу качественной теории нелинейных дифференциальных уравнений.
Читал лекции по общему курсу дифференциальных уравнений для студентов II курса и специальному курсу «Теория нелинейных колебаний» для студентов IV—V курсов математико-механического факультета; удостоен премии университета «За педагогическое мастерство и подготовку научных кадров».
Под его руководством защищено 9 докторских и 48 кандидатских диссертации.
Участие в научных организациях
- с момента основания в 1965 году и до реорганизации был членом редколлегии всесоюзного журнала «Дифференциальные уравнения»;
- член редколлегии журнала «Вестник Санкт-Петербургского университета» (Сер. 1: Математика, механика, астрономия);
- член редколлегии журнала электронного журнала «Дифференциальные уравнения и процессы управления»;
- член редколлегии ряда зарубежных журналов по дифференциальным уравнениям.

- Некоторые проблемы теории устойчивости движения в целом. Л., 1958. Нелокальные проблемы теории колебаний. М.; Л., 1964.
- Некоторые свойства гомеоморфных преобразований плоскости в себя // Вестн. Ленингр. ун-та. 1970. № 13 (в соавторстве).
- Интегральные множества периодических систем дифференциальных уравнений М., 1977.
- Множества линейных систем с равномерно ограниченными решениями // Дифференциальные уравнения. 1980. Т. 16. № 9.
- Связь между различными условиями структурной устойчивости // Дифференциальные уравнения. 1981. Т. 17. № 5.
- О гиперболичности гладких коциклов над потоками с инвариантной эргодической мерой // Časopis pro pestovani matematiky. 1986. Roc. 111.
- Существование гиперболического интегрального множества специальной периодической системы // Дифференциальные уравнения. 1990. Т. 26. № 5.
- Существование решения дифференциального уравнения, близкого к приближенному решению // Дифференциальные уравнения, 2002. Т. 38. № 7.
- Хаотические режимы колебаний виброударной системы // Прикладная математика и механика. 2005. Т. 69. Вып. 1.
- О жизни и творчестве Александра Михайловича Ляпунова (к 150-летию со дня рождения) // Вестн. С.-Петерб. ун-та. Сер. 1. 2007. Вып. 2. Л. Я. Адрианова, А. Ф. Андреев, Ю. Н. Бибиков, Г. А. Леонов, Н. Н. Петров, Ю. В. Чурин

## Награды
- Орден «За заслуги перед Отечеством» IV степени (2010)
- Орден Дружбы (2004)
- Заслуженный работник высшей школы Российской Федерации (1999)
- Медаль «В память 300-летия Санкт-Петербурга» (2003)
- Почётная грамота Министерства образования РФ (2002)
- Медаль «Санкт-Петербургский университет» (2003)
- звание «Почётный профессор Санкт-Петербургского государственного университета» (2004)
- Знак «Почётный работник высшего профессионального образования Российской Федерации» (2007)
- Первая премия Ленинградского университета за научную работу (1958) — за монографию «Некоторые проблемы теории устойчивости движения в целом»